# St-Edern (Lannédern)

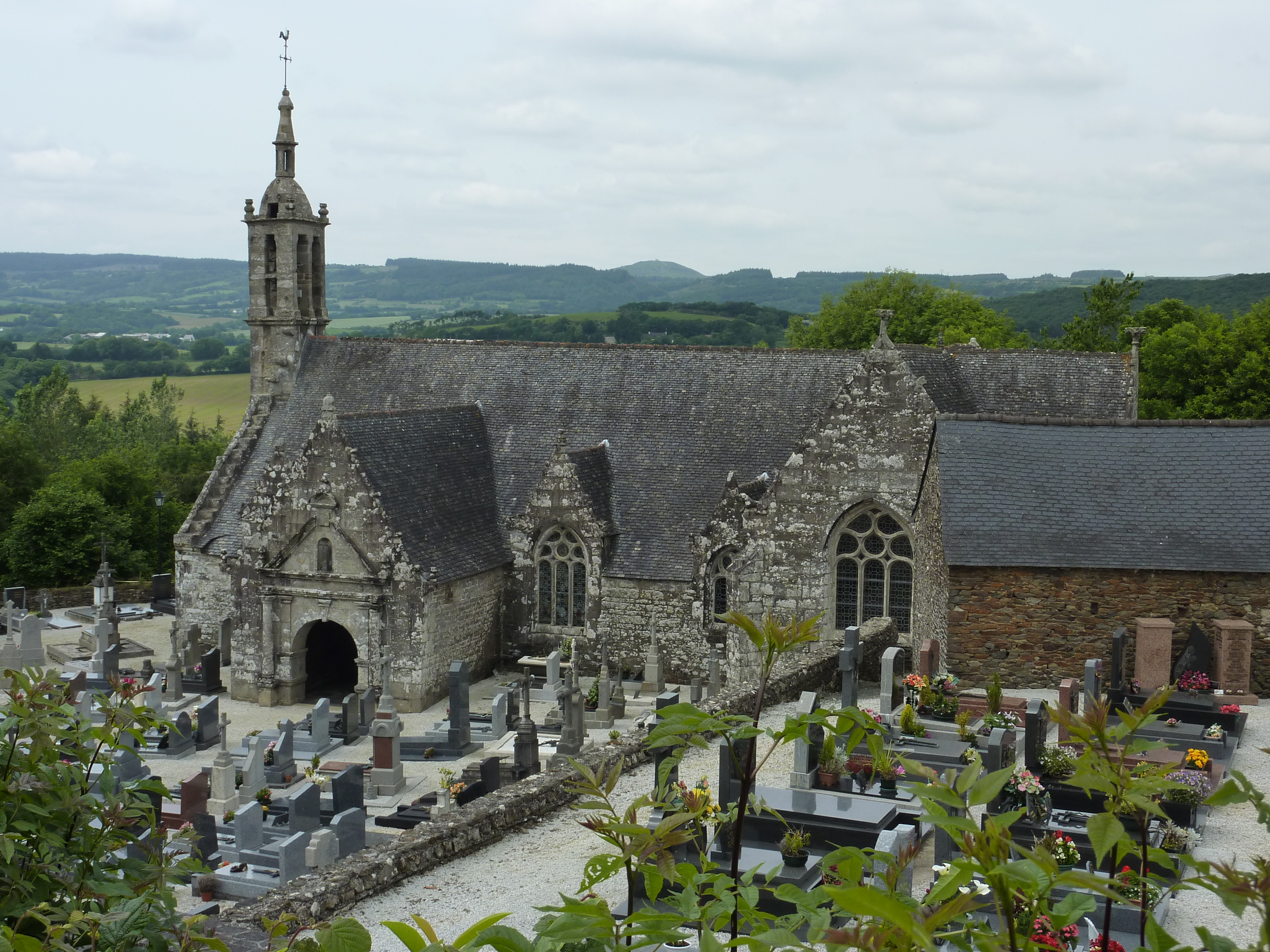
Kirche Saint-Edern

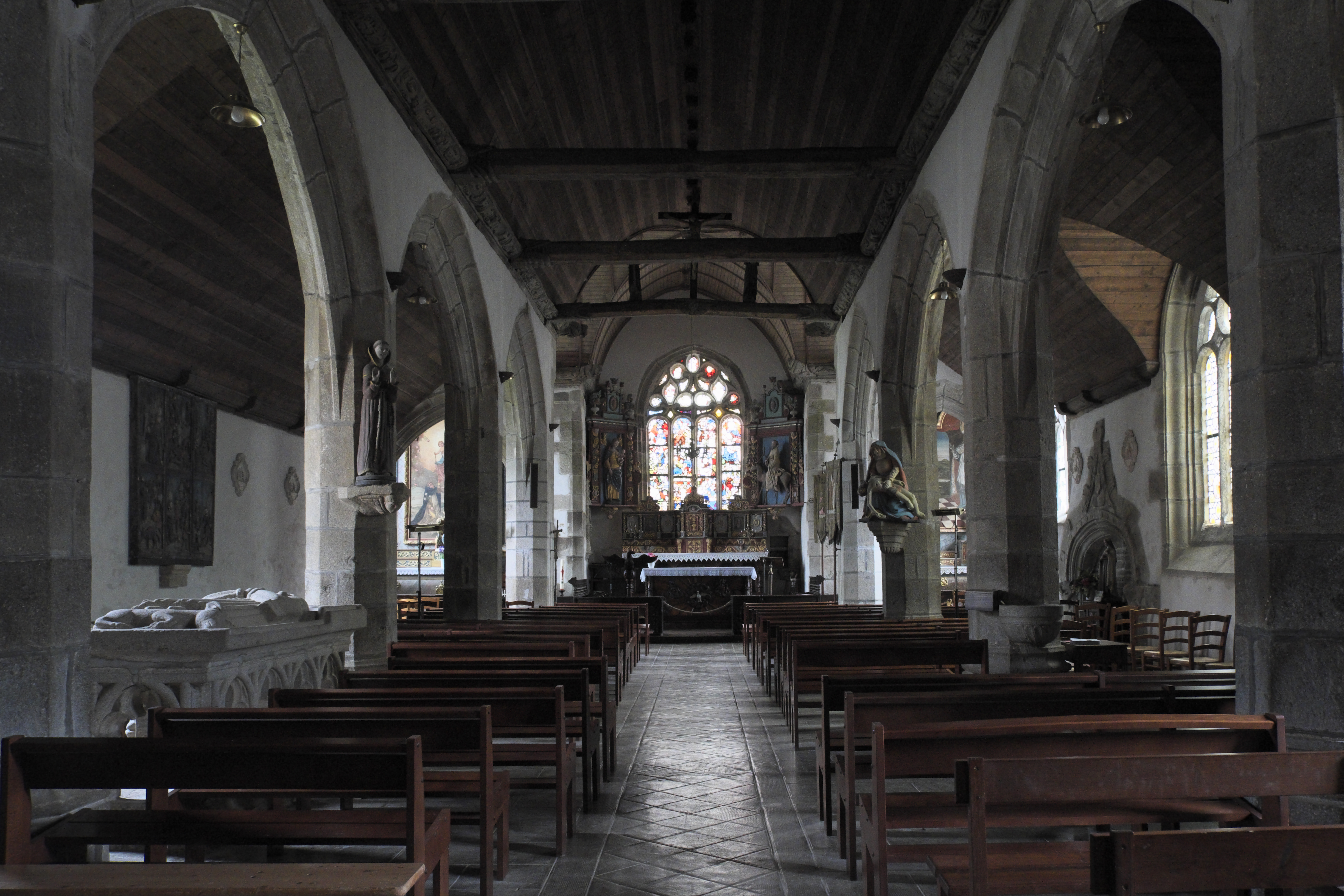
Innenraum

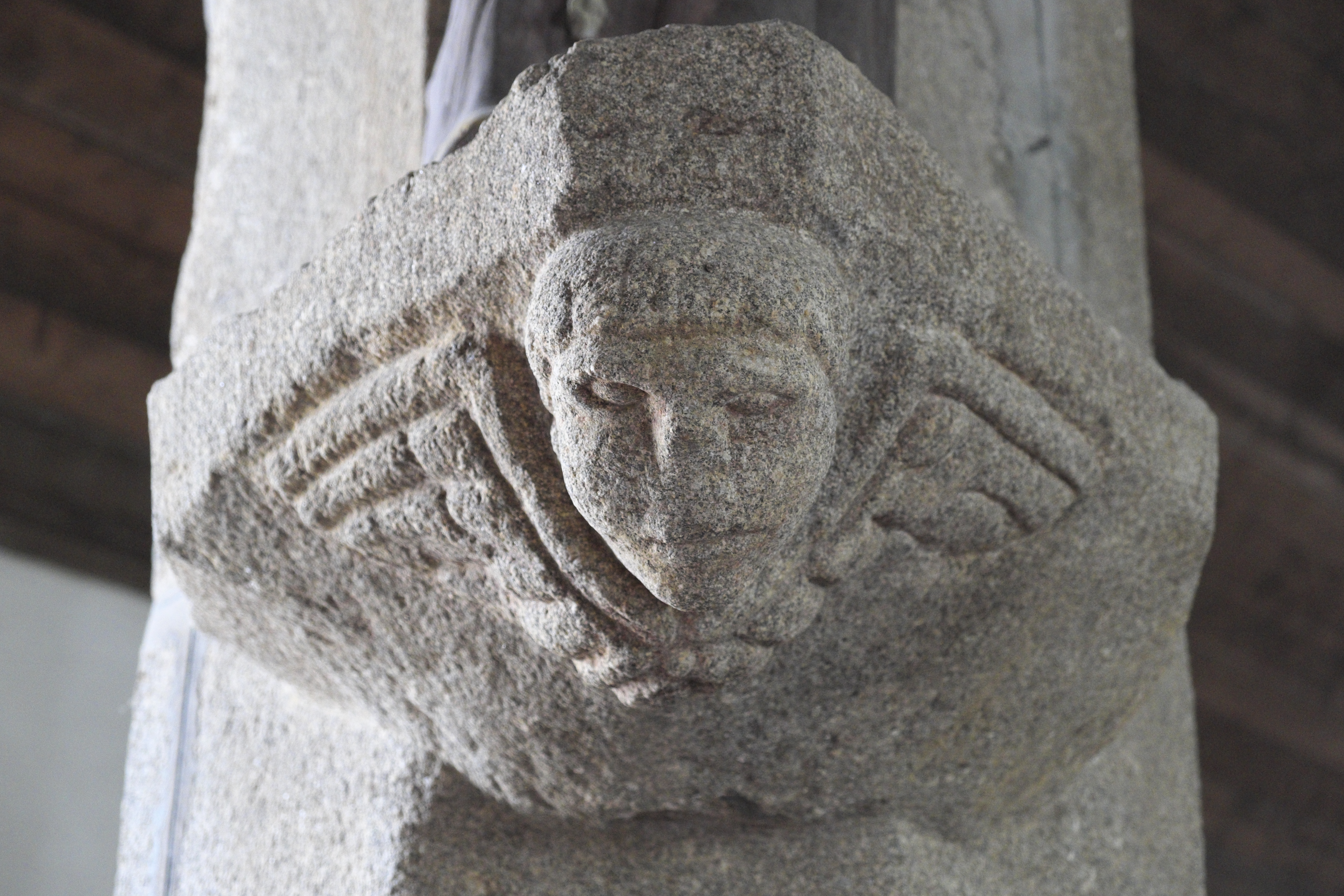
Konsole

Die katholische Kirche Saint-Edern in Lannédern, einer Gemeinde im Département Finistère in der französischen Region Bretagne, wurde im 16. Jahrhundert begonnen und weitgehend im 17. Jahrhundert errichtet. Die Kirche ist dem heiligen Edern geweiht, einem bretonischen Heiligen, der nach der Legende in dem nach ihm benannten Ort starb. Im Jahr 1915 wurde die Kirche, die zu einem umfriedeten Pfarrbezirk mit Umfassungsmauer, einem Beinhaus, heute als Chapelle Sainte-Anne (Anna-Kapelle) bezeichnet, und einem Calvaire gehört und in der eine reiche Ausstattung aus dem 16. und 17. Jahrhundert erhalten ist, als Monument historique in die Liste der Baudenkmäler (Base Mérimée) in Frankreich aufgenommen.

## Architektur

### Außenbau
Über dem Portal an der Westfassade erhebt sich der Glockenturm, der von einer Kuppel mit Laterne bekrönt wird. Das Westportal ist zwischen massiven Strebepfeilern eingebettet und wurde 1606 errichtet. Die südliche Vorhalle, in deren Nischen keine Skulpturen erhalten sind, ist durch eine Inschrift mit der Jahreszahl 1662 datiert.

### Innenraum
Der Innenraum besteht aus einem in vier Joche gegliederten dreischiffigen Langhaus, einem Querhaus und einem gerade geschlossenen Chor. Weite Mittelschiffarkaden, die auf kräftigen Pfeilern ohne Kapitelle aufliegen, öffnen sich zu den beiden Seitenschiffen. Der gesamte Innenraum wird von einer hölzernen Tonne gedeckt. Die Balken sind mit Reliefs verziert und ihre Enden als Mäuler von Ungeheuern gestaltet. Der älteste Teil der Kirche ist der Chor, der wie das Maßwerk des Apsisfensters, in dem drei Fleur-de-Lys zu erkennen sind, noch aus dem 16. Jahrhundert stammt.

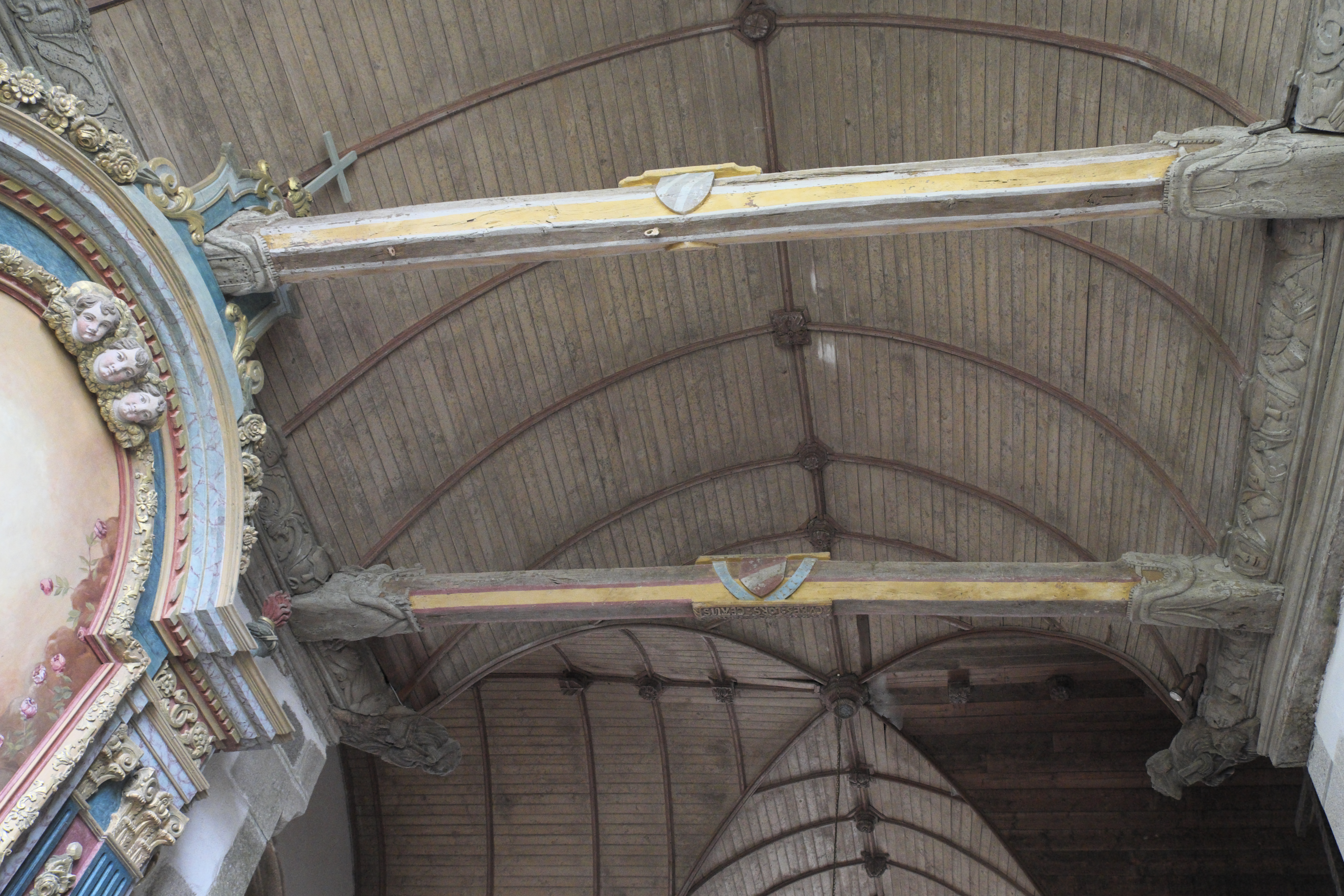
Holzdecke mit geschnitzten Balken
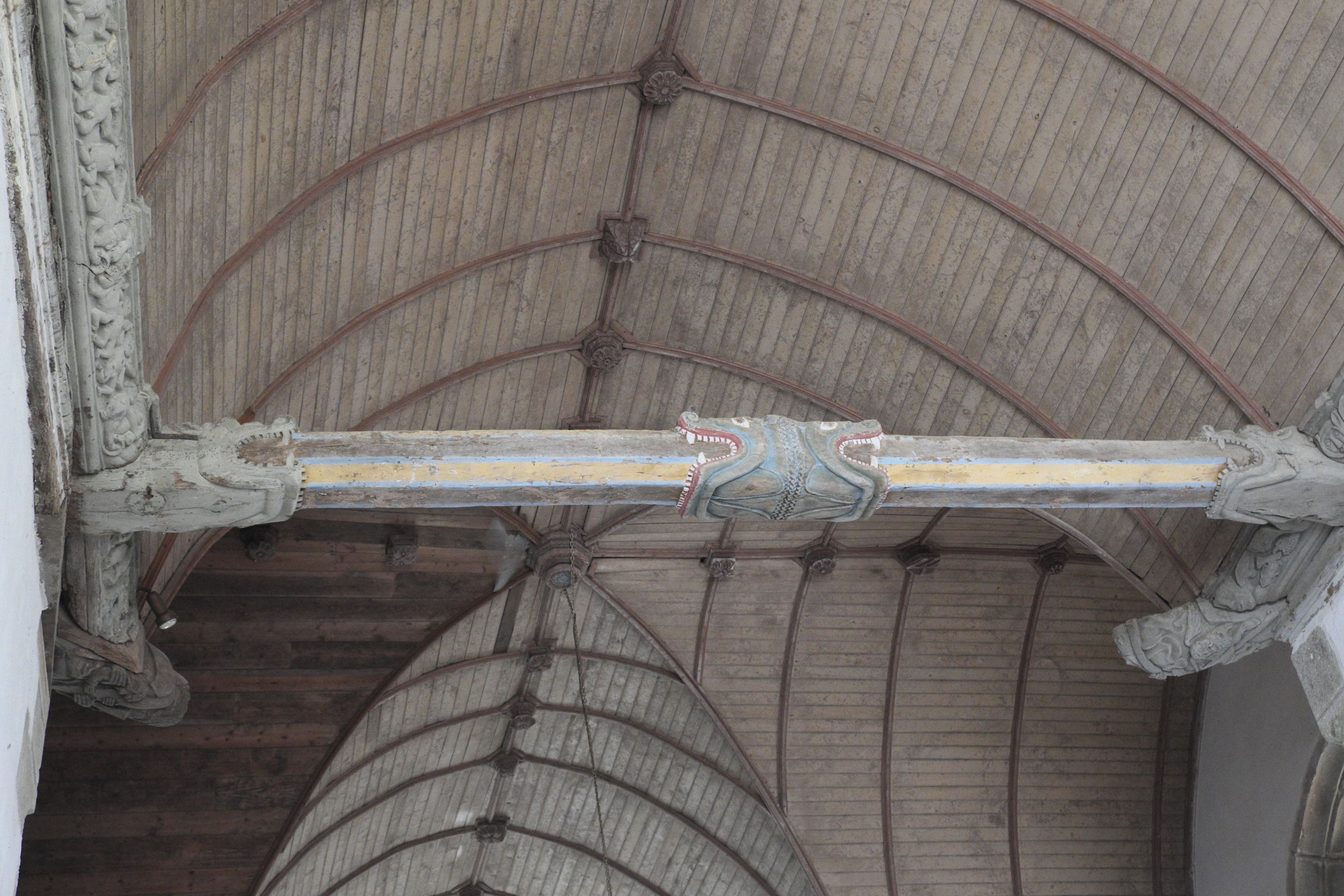
Holzdecke mit geschnitzten Balken
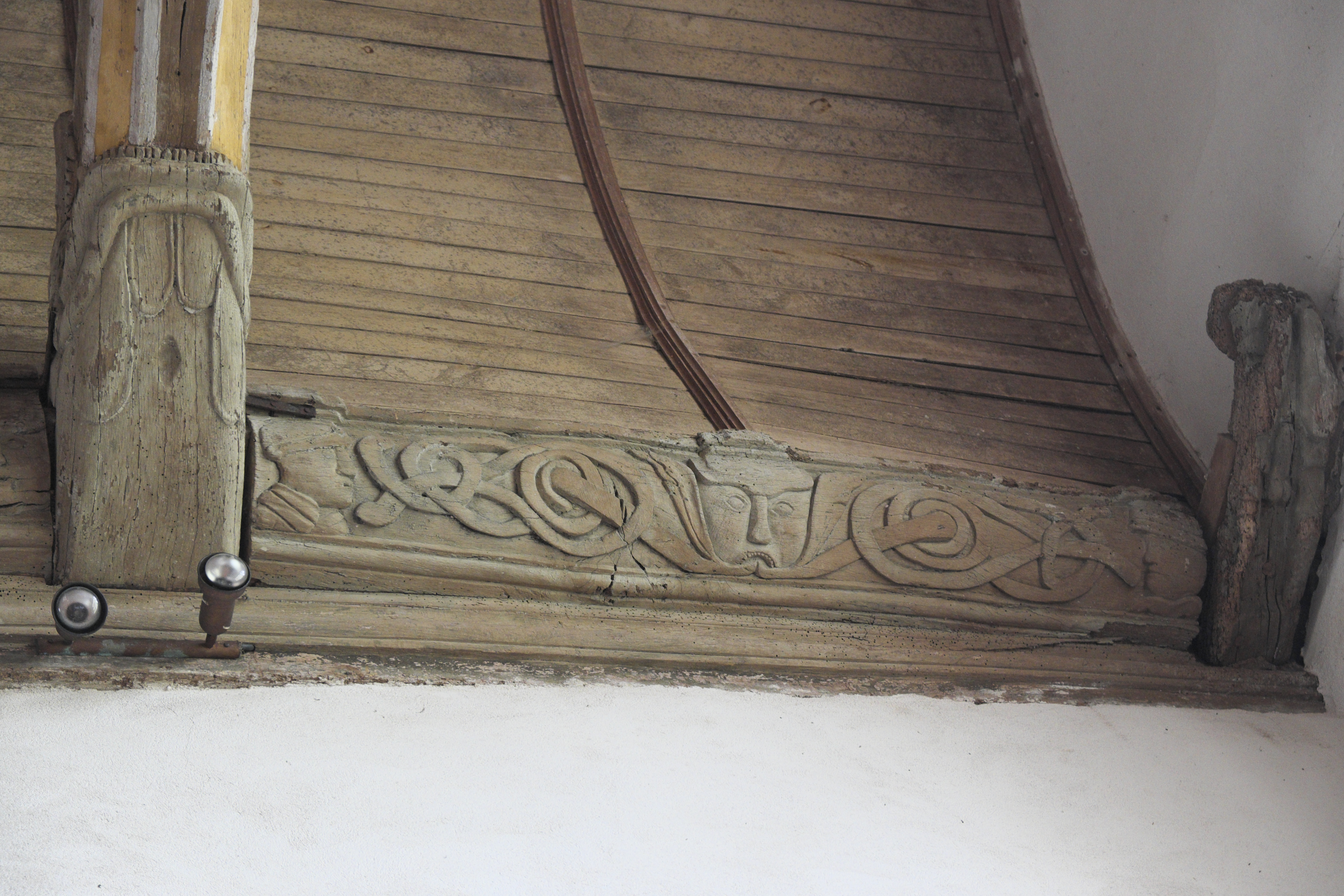
Holzdecke mit geschnitzten Balken
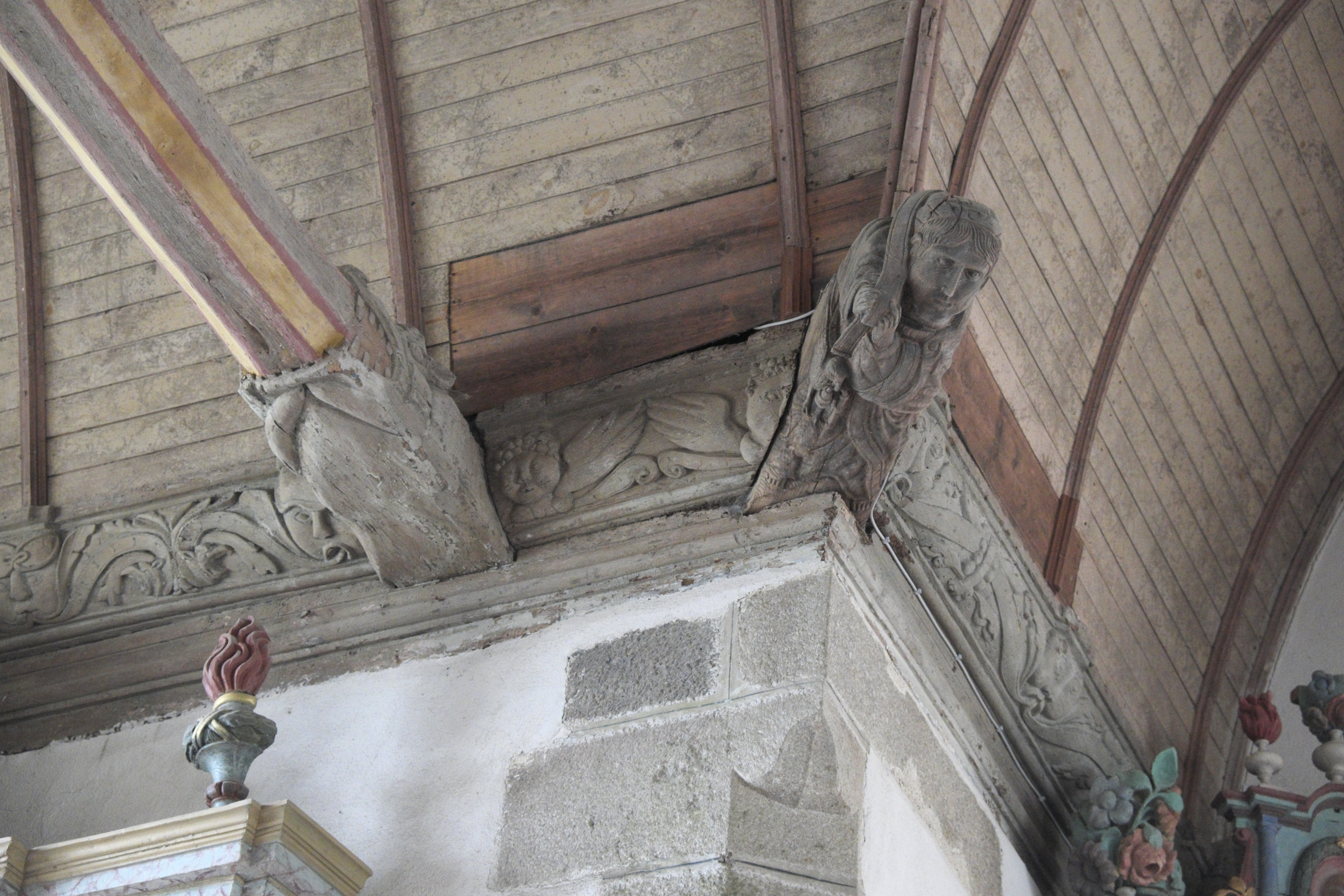
Holzdecke mit geschnitzten Balken

## Bleiglasfenster
- Passionsfenster

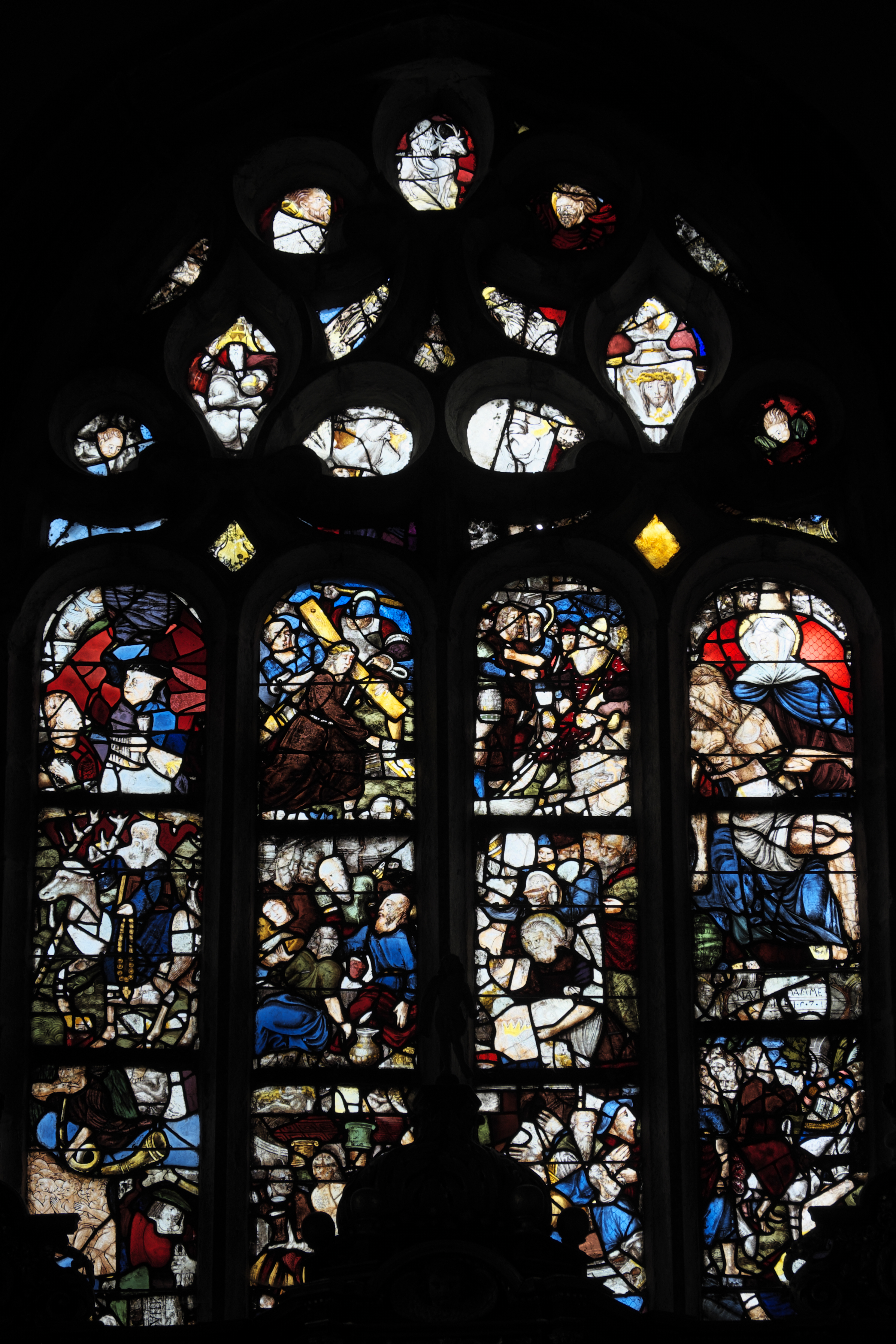
Passionsfenster

Das zentrale Chorfenster (Fenster 0) ist in vier Lanzetten und drei Ebenen gegliedert. Es wurde vermutlich 1564 geschaffen. Ursprünglich waren auf den zwölf Scheiben Szenen der Passion dargestellt, von denen nur noch die Szenen des Einzugs in Jerusalem (unten, rechts außen), die Fußwaschung (Mitte, zweite Scheibe von links) und das Abendmahl (Mitte, dritte Scheibe von links), die Geißelung (unten, zweite Scheibe von links), die Kreuztragung (oben, zweite Scheibe von links), Jesus vor Kaiphas (oben, dritte Scheibe von links) und Fragmente mit der Darstellung der Apostel (unten, dritte Scheibe von links) erhalten sind. Die Szenen wurden in den 1750er Jahren mit Fragmenten anderer Fenster ergänzt wie mit der Darstellung einer Pietà, unter der die Jahreszahl 1571 zu lesen ist. Auch die Scheiben mit der Darstellung des Jüngsten Gerichts und des heiligen Edern, der auf seinem Hirsch reitet, stammen von anderen Fenstern und wurden wohl damals hinzugefügt. Im Maßwerk sind links außen Gottvater mit der Weltkugel und rechts außen das Schweißtuch der Veronika dargestellt, oben nochmals der heilige Edern, der auf seinem Hirsch reitet.

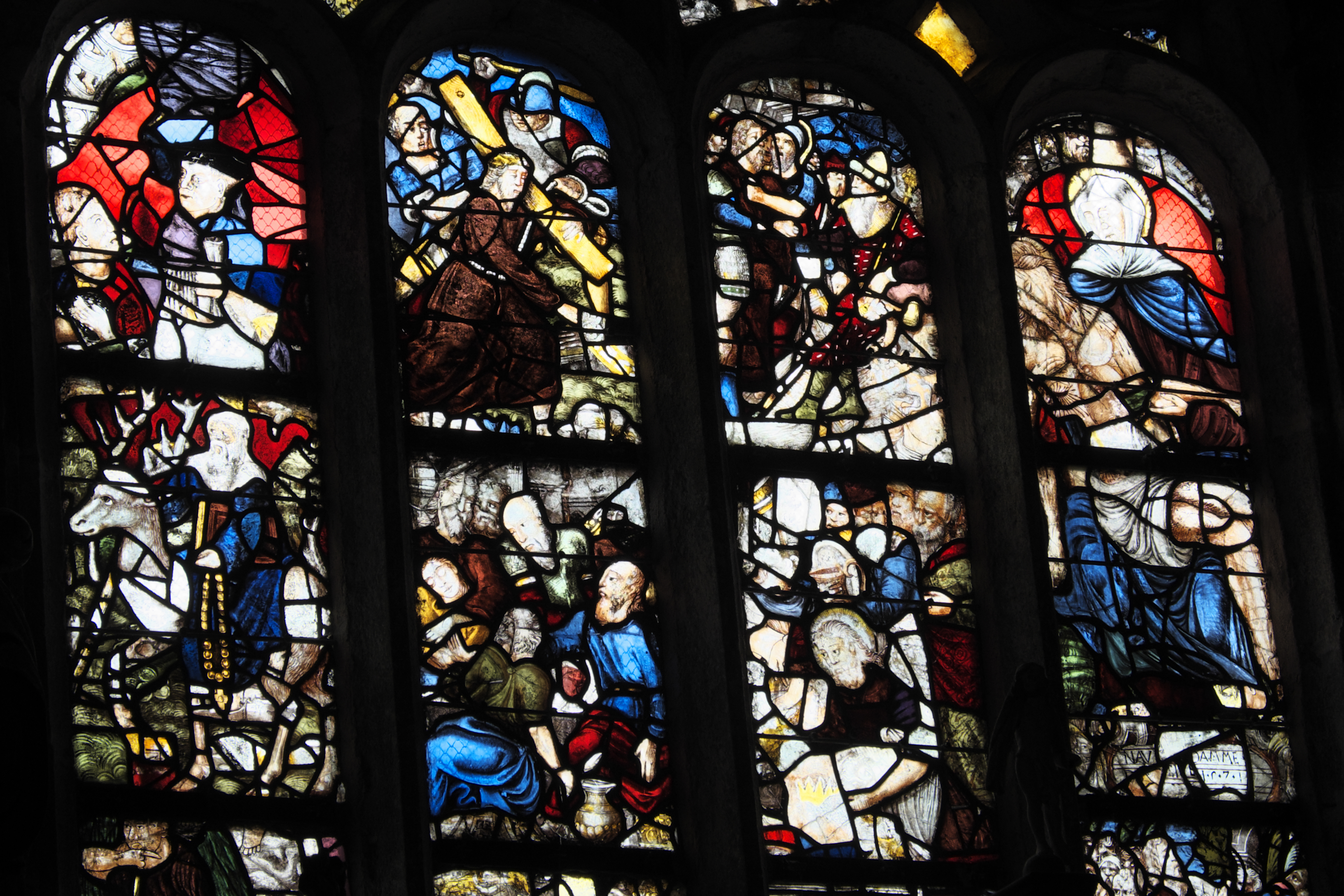
Passionsfenster
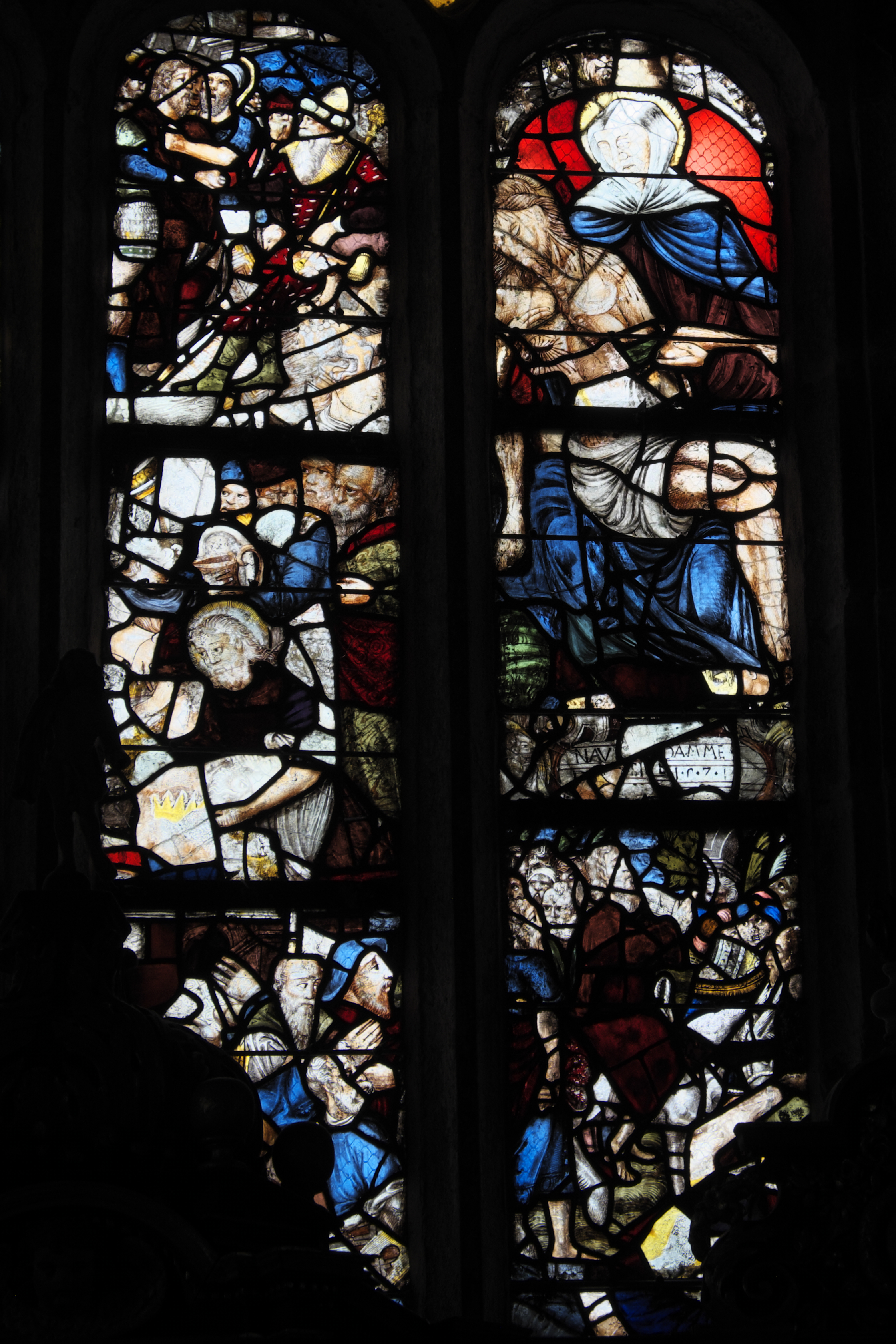
Passionsfenster
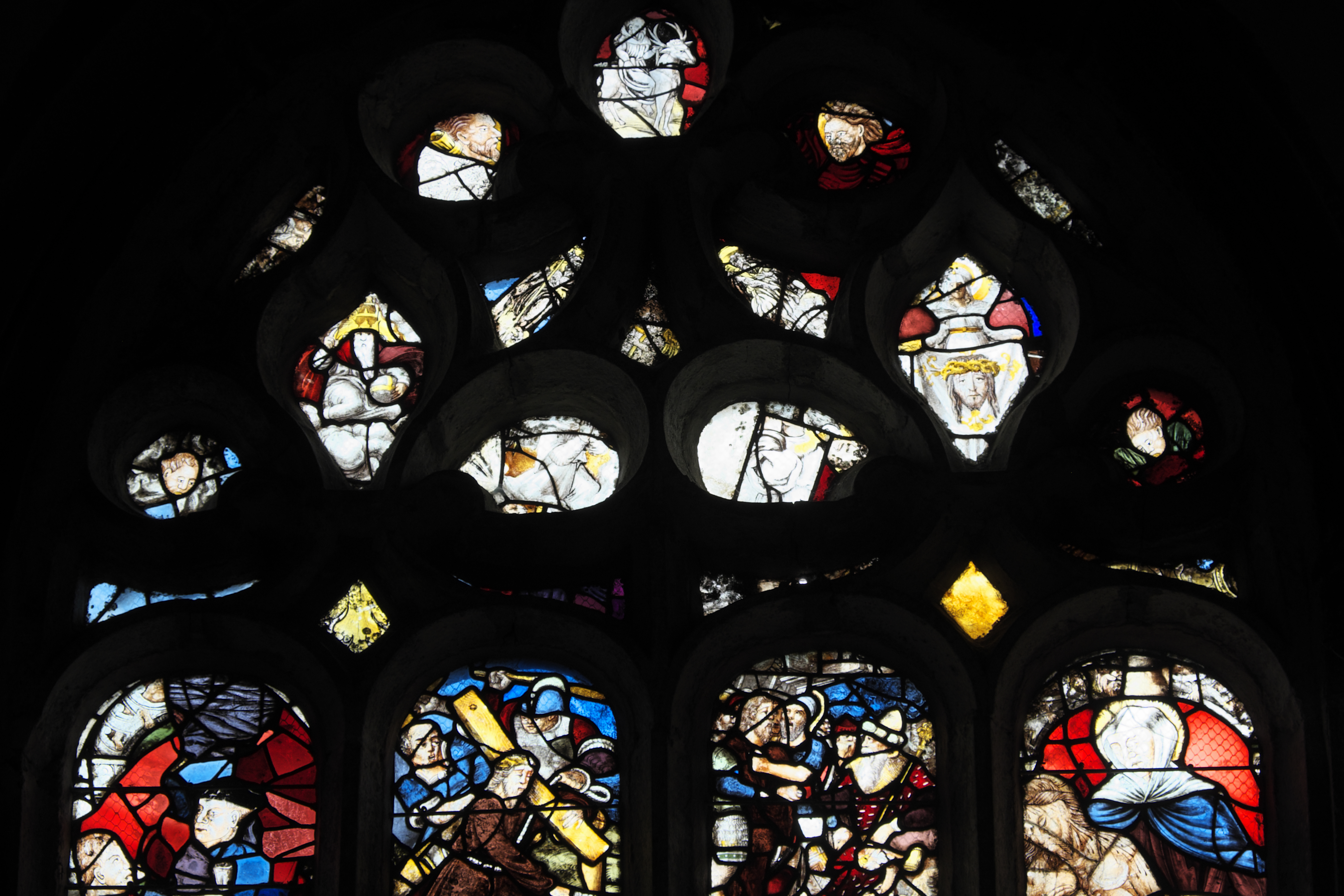
Maßwerk

- Grisaillefenster

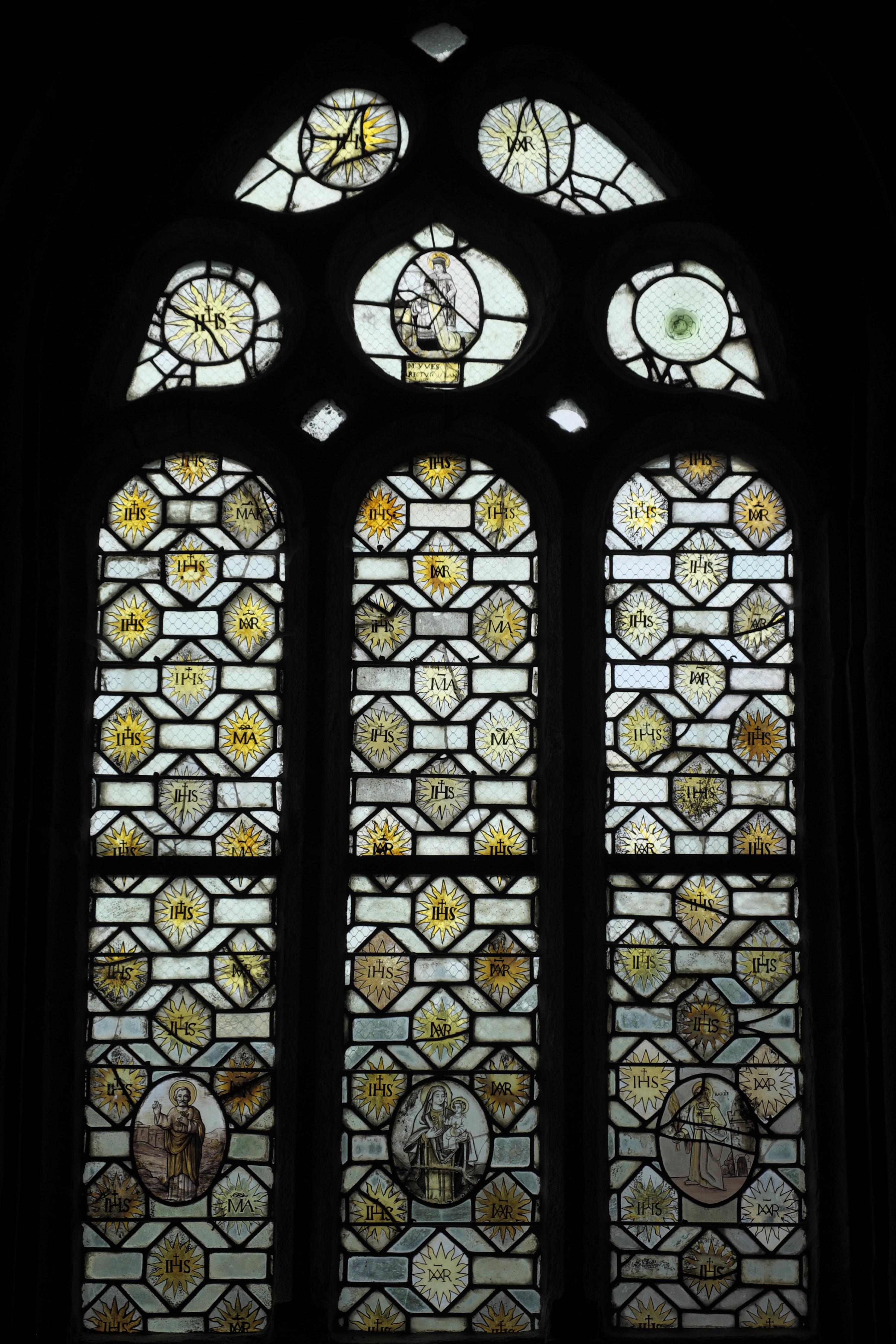
Grisaillefenster

Das dreibahnige Grisaillefenster (Fenster 6) wurde um 1750 bis 1752 ausgeführt. Die kleinen sechseckigen Scheiben umrahmen das Christusmonogramm und das Marienmonogramm. Im unteren Bereich sind in kleinen ovalen Medaillons links der Apostel Petrus, in der Mitte eine Madonna mit Kind und rechts die heilige Barbara dargestellt. Das Medaillon im Maßwerk enthält ein Porträt von Yves Thomas, der im Jahr 1752 Pfarrer von Lannédern war.

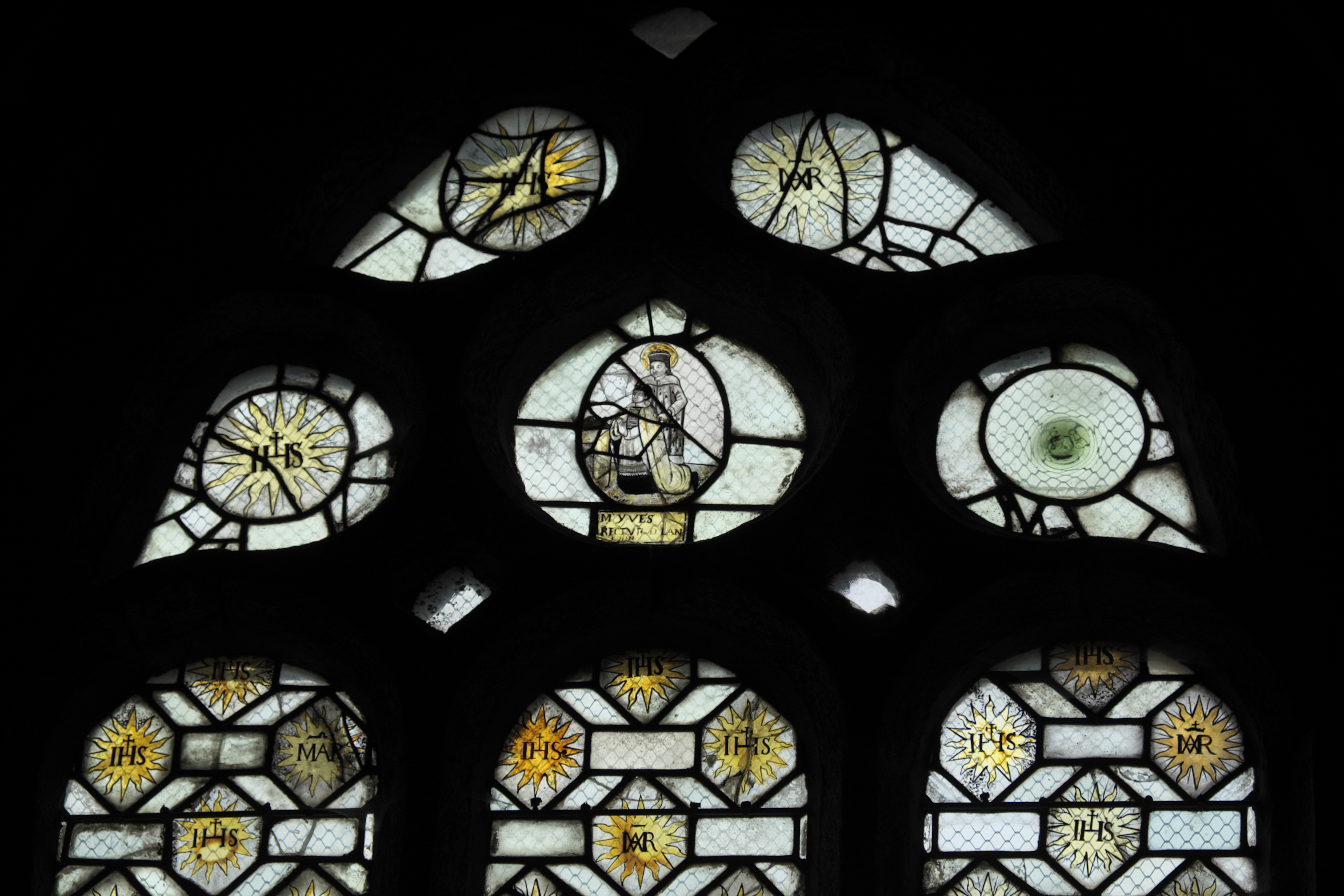
Maßwerk
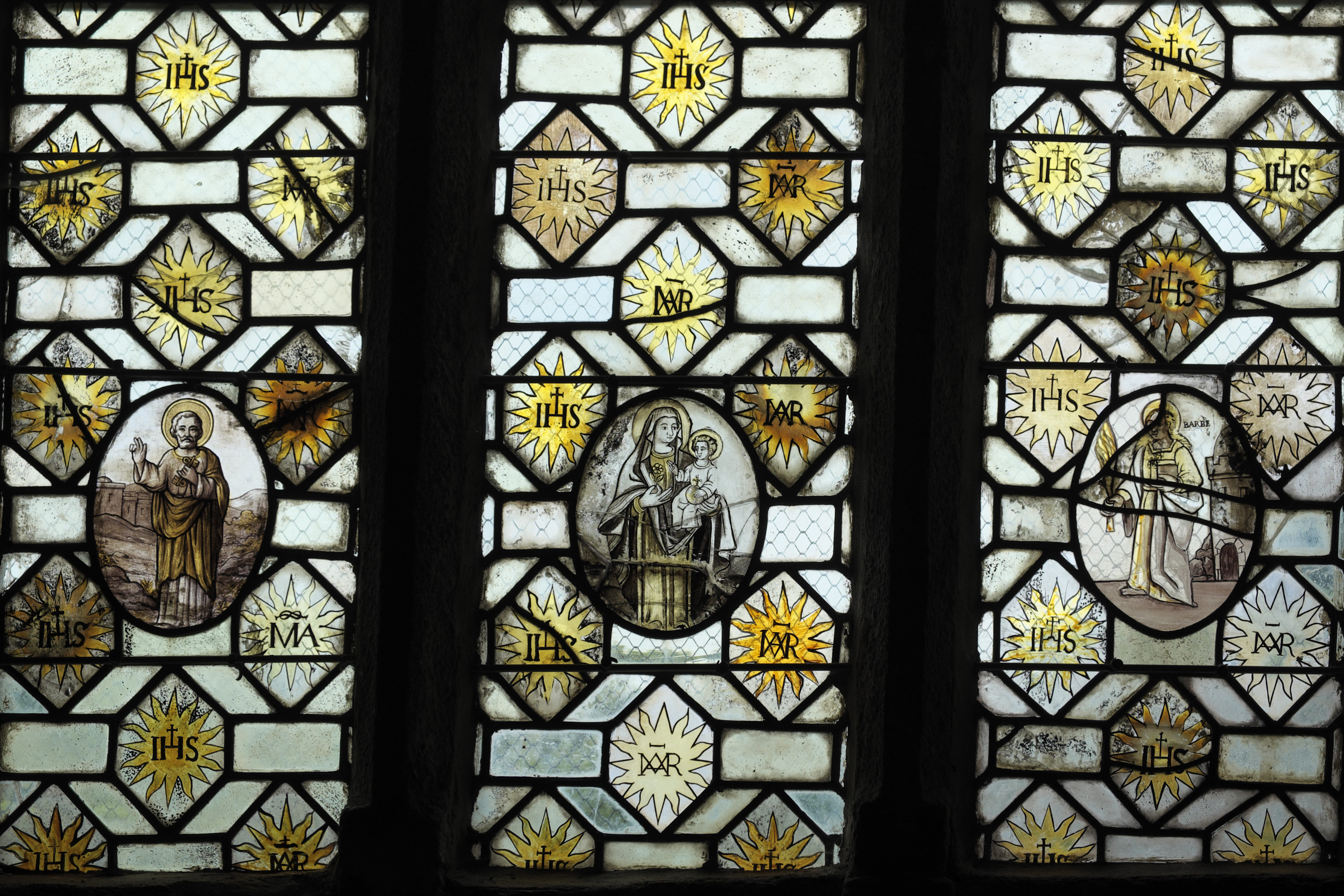
Medaillons

## Ausstattung
Siehe auch: Liste der Monuments historiques (Objekte) in der Kirche St-Edern
- Die aus Stein gemeißelte, farbig gefasste Pietà wird ins 16. Jahrhundert datiert. Maria ist mit der Tracht einer Nonne bekleidet.
- Im Chor stehen auf beiden Seiten des Hauptaltars zwei holzgeschnitzte Schreine mit kunstvoller Umrahmung. Der linke Schrein birgt eine Madonna mit Kind, die von Engeln umrahmt ist. Auf der gegenüberliegenden Seite sieht man den Kirchenpatron, der in seiner rechten Hand ein Buch hält und auf einem Hirsch reitet. Der heilige Edern wird meist mit einem Hirsch dargestellt, dem er nach der Legende das Leben rettete und der den Heiligen bis zu seinem Tod begleitete. Die Skulpturen und die Schreine sind farbig gefasst und stammen aus dem 17. Jahrhundert.
- Die beiden Seitenaltäre wurden ebenfalls im 17. Jahrhundert geschaffen. Das Altarbild des linken Altars ist mit der Jahreszahl 1660 bezeichnet und stellt den heiligen Dominikus und die heilige Katharina von Siena dar, die von Maria den Rosenkranz empfangen.[5] Auf dem rechten Altarbild ist der heilige Philibert, mit kostbarem Ornat bekleidet, als Bischof dargestellt.[6]
- Auf dem Triumphbalken steht eine farbig gefasste Kreuzigungsgruppe aus dem 17. Jahrhundert.

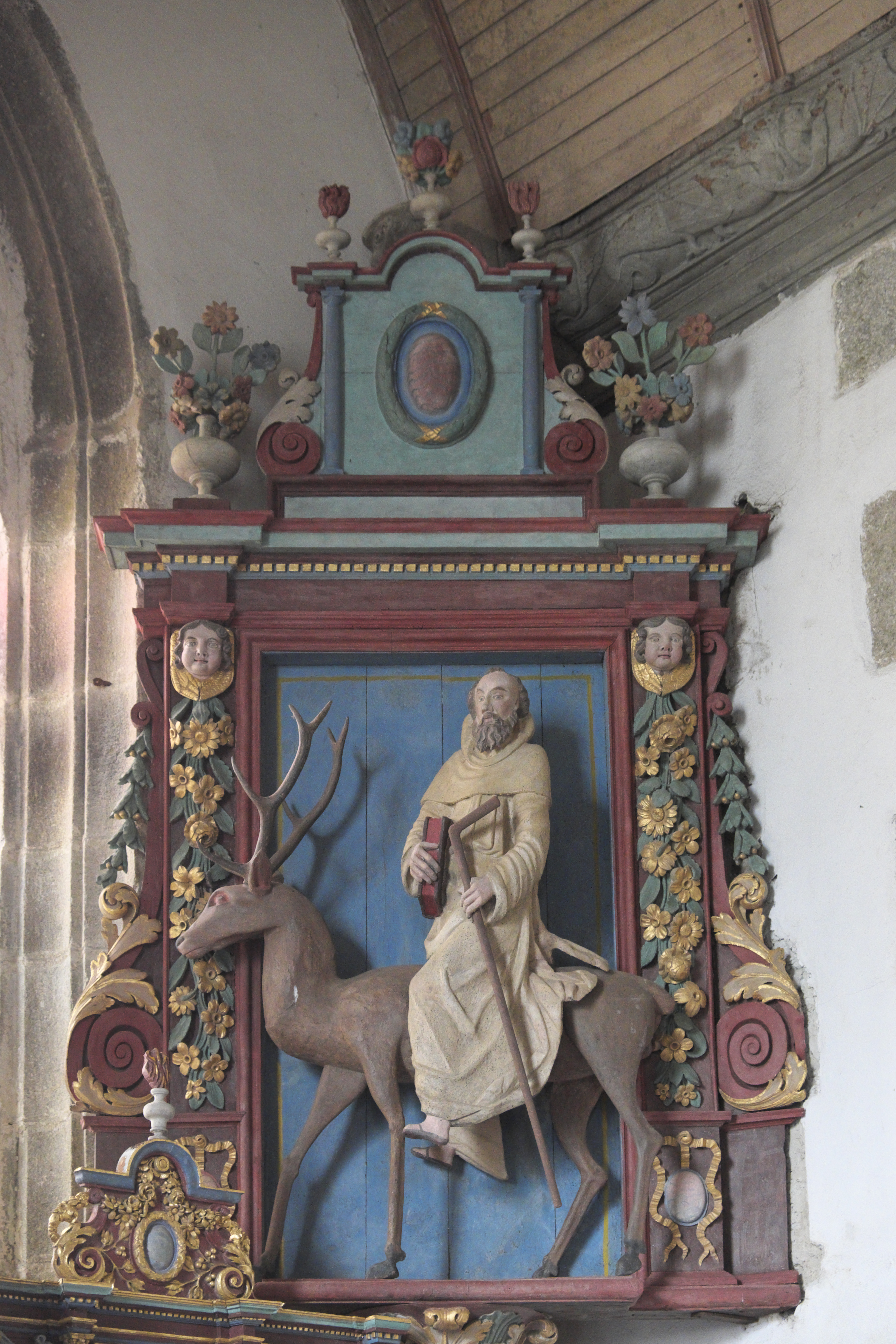
Heiliger Edern auf einem Hirsch reitend
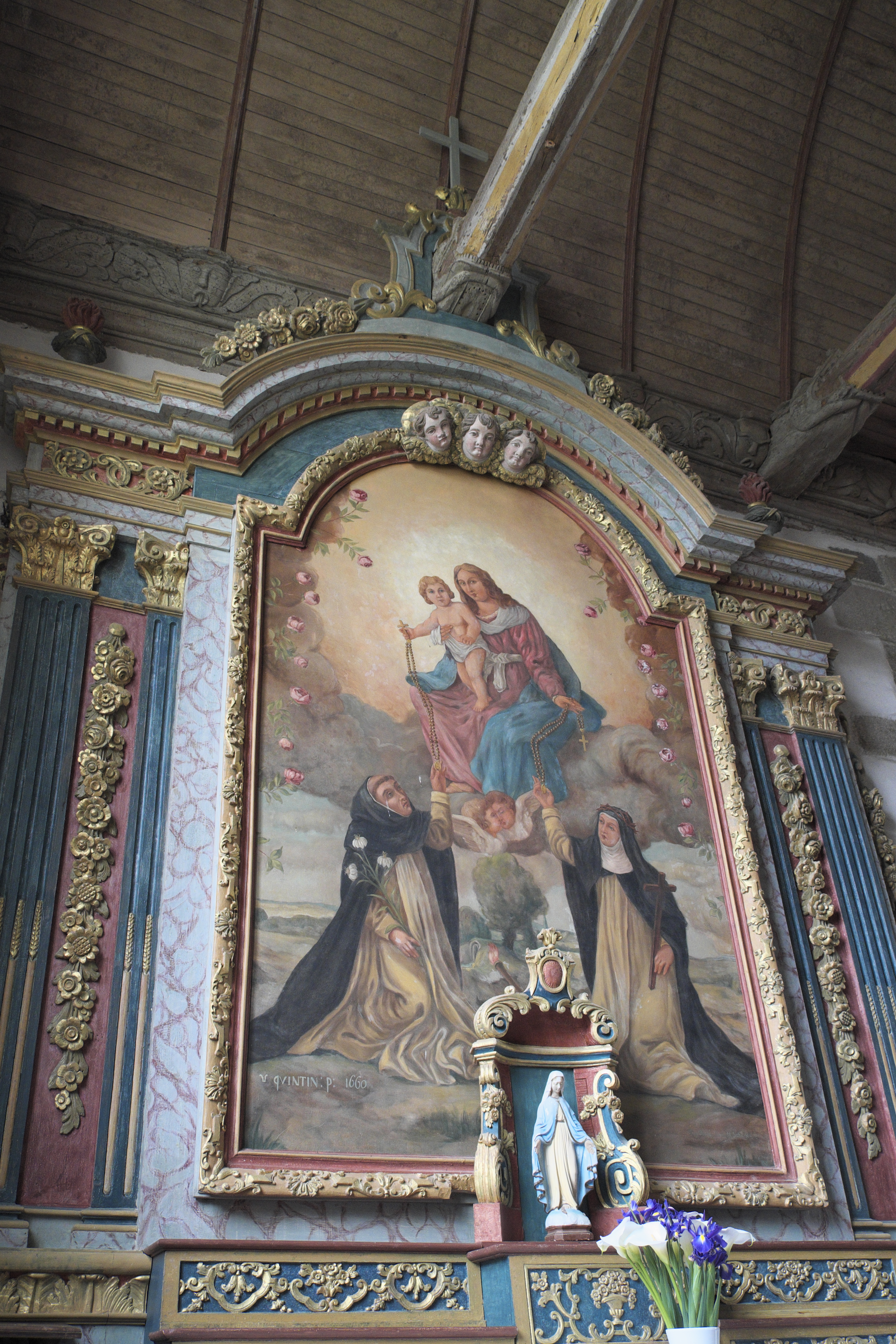
Linker Seitenaltar
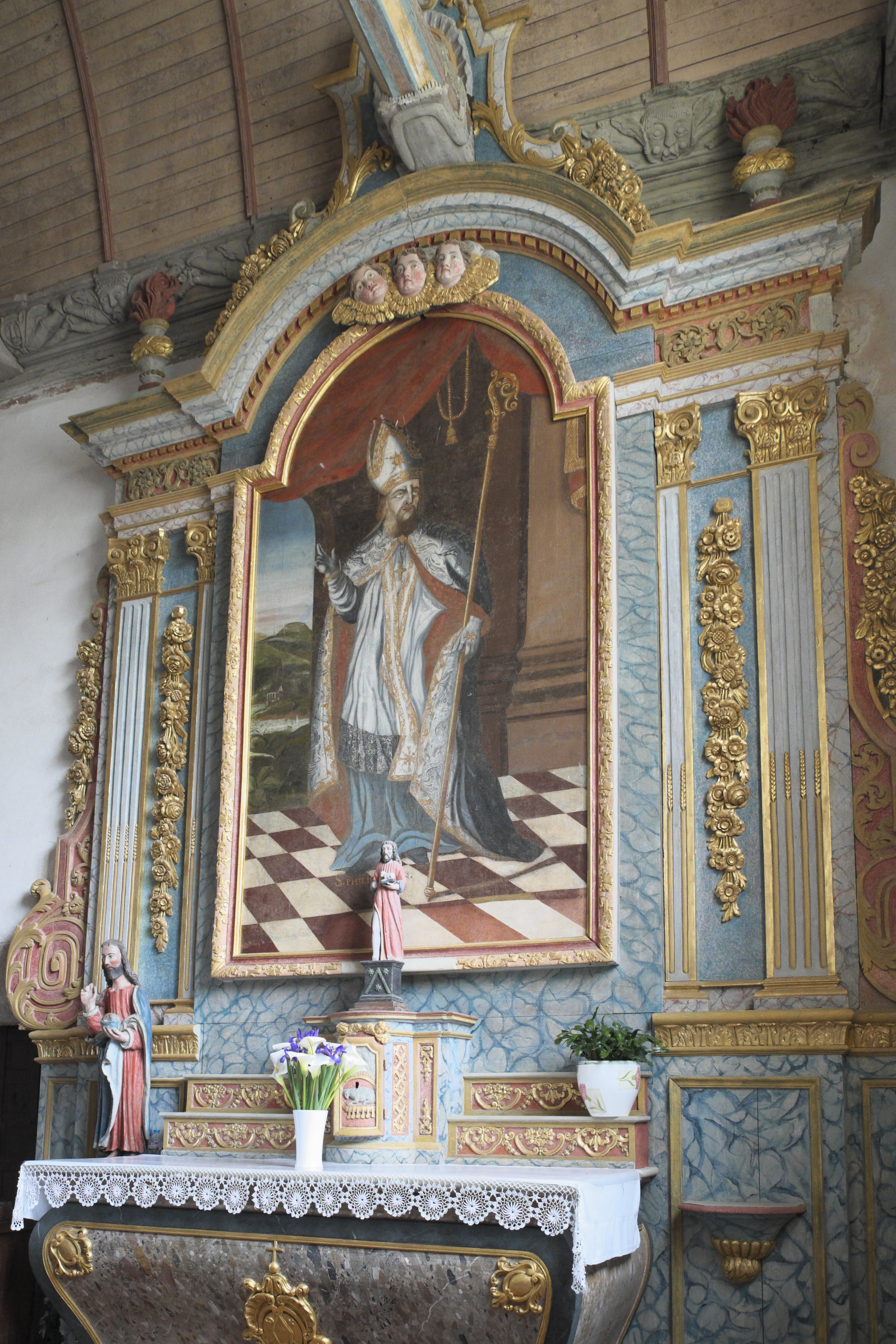
Rechter Seitenaltar

## Grab des heiligen Edern

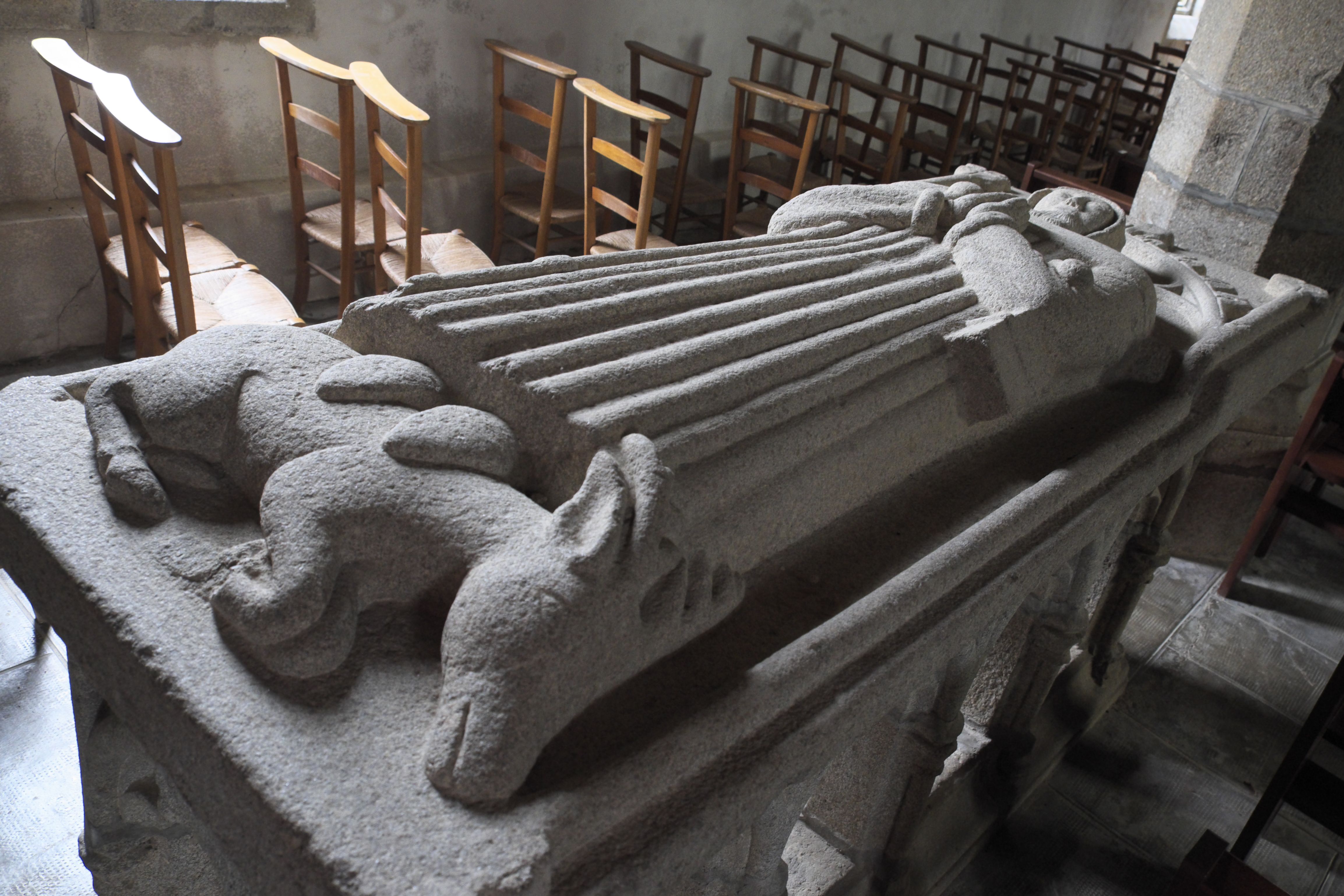
Grab des heiligen Edern

Das Grab mit der Liegefigur des heiligen Edern besteht aus Granit und wird ins 14. Jahrhundert datiert. Den Sockel bilden Arkaden mit Dreipassbögen, die auf schlanken Säulen aufliegen. Der heilige Edern hat die Hände über seiner Brust gefaltet. Er ist mit einer Kutte bekleidet, die einen strengen Faltenwurf aufweist, sein Haupt ist in eine Kapuze gehüllt. An seinem Arm hängt eine Tasche mit einem Buch, seine Füße ruhen auf einem Hirsch.